# Општина Бирда
Општина Бирда (рум. Comuna Birda) општина је у округу Тимиш у западној Румунији. Налази се на надморској висини од 101 м.

## Насељена места
Општина се састоји из 2 насеља:
- Берекуца
- Бирда - седиште општине
- Манастир
- Свети Ђурађ

## Становништво
Општина Варјаш имала је према попису 2011. године 1.846 становника. Срби у општини чине 3,5% становништва. Углавном живе у Светом Ђурђу, где су до Другог светског рата представљали већину. Остатак су првенствено Румуни (86,6%).
| Етнички састав према попису из 2011. године‍ | Етнички састав према попису из 2011. године‍ | Етнички састав према попису из 2011. године‍ | Етнички састав према попису из 2011. године‍ | Етнички састав према попису из 2011. године‍ |
| ------------------------------------------- | ------------------------------------------- | ------------------------------------------- | ------------------------------------------- | ------------------------------------------- |
|                                             |                                             |                                             |                                             |                                             |
| Румуни                                      | Румуни                                      |                                             | 1.599                                       | 86,6%                                       |
| Срби                                        | Срби                                        |                                             | 64                                          | 3,5%                                        |
| Украјинци                                   | Украјинци                                   |                                             | 28                                          | 1,5%                                        |
| Мађари                                      | Мађари                                      |                                             | 21                                          | 1,1%                                        |
| непознато                                   | непознато                                   |                                             | 99                                          | 5,4%                                        |

На попису становништва из 1930. године општина је имала 2.822 становника, а већину су чинили Румуни.
| Етнички састав према попису из 1930. године‍ | Етнички састав према попису из 1930. године‍ | Етнички састав према попису из 1930. године‍ | Етнички састав према попису из 1930. године‍ | Етнички састав према попису из 1930. године‍ |
| ------------------------------------------- | ------------------------------------------- | ------------------------------------------- | ------------------------------------------- | ------------------------------------------- |
|                                             |                                             |                                             |                                             |                                             |
| Румуни                                      | Румуни                                      |                                             | 1.344                                       | 47,6%                                       |
| Немци                                       | Немци                                       |                                             | 812                                         | 28,8%                                       |
| Срби                                        | Срби                                        |                                             | 610                                         | 21,6%                                       |

| Година       | 2004 | 2005 | 2006 | 2007 | 2008 | 2009 | 2010 | 2011 | 2012 | 2013 | 2014 | 2015 | 2016 | 2017 |
| ------------ | ---- | ---- | ---- | ---- | ---- | ---- | ---- | ---- | ---- | ---- | ---- | ---- | ---- | ---- |
| Становништво | 1914 | 1925 | 1930 | 1984 | 2028 | 2056 | 2082 | 2106 | 2120 | 2105 | 2084 | 2069 | 2063 | 2074 |